# CKY (série)
Pour les articles homonymes, voir CKY.

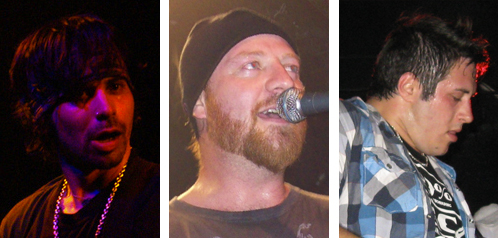
Les membres actuels du groupe de heavy metal américain CKY : Chad I Ginsburg, Jess Margera et Matt Deis.

Les vidéos CKY (pour « Camp Kill Yourself ») font partie d'une série de vidéos de démonstration de skateboard couplées à des sketchs, tournés à West Chester en Pennsylvanie. La série a été créée par Bam Margera et Brandon DiCamillo. Elle est à l'origine de Jackass. Quatre vidéos ont été diffusées en DVD et cassettes : Landspeed: CKY, CKY2K, CKY 3, et CKY4: The Latest & Greatest. Le titre de CKY vient du nom du groupe Camp Kill Yourself, dirigé par Jess Margera, frère de Bam.

## Participations
- Bam Margera
- Brandon DiCamillo
- Ryan Dunn
- Rake Yohn
- Chris Raab, crédité Raab Himself
- April Margera et Phil Margera, les parents de Bam
- Vincent Margera, crédité Don Vito, l'oncle de Bam
- Jess Margera, le frère de Bam
- Jenn Rivell, l'ex compagne de Bam
- Ryan Gee, crédité The Gill
- Art Webb, crédité Art Webb 1986, frère de Rake Yohn
- Leo Fitzpatrick

### Participations occasionnelles de skaters pro
- Chris Aspité, crédité Hoofbité, Beltbité, Holebité, Derek Spazbhoof, Pantsbité, Dr. Drebité, Lacesbité, Spazbité, Son of a Bitchbité, Mobbité, Exusesbité
- Tony Hawk
- Mike Maldonado, crédité Maldonado
- Brandon Novak
- Tim o'Connor
- Mike Vallely
- Kerry Getz, crédité Hockey Temper Getz